# Phygadeuon ovatus
Phygadeuon ovatus là một loài tò vò trong họ Ichneumonidae.